# Astrocaryum triandrum
Astrocaryum triandrum är en enhjärtbladig växtart som beskrevs av Galeano-garces, R.Bernal och Francis Kahn. Astrocaryum triandrum ingår i släktet Astrocaryum och familjen Arecaceae. IUCN kategoriserar arten globalt som starkt hotad. Inga underarter finns listade i Catalogue of Life.